# Mericaré
Mericaré (em egípcio: Merykare ou Merykara) foi um faraó do Antigo Egito, da X dinastia egípcia que viveu no final do Primeiro Período Intermediário.
Supostamente inspirado pelos ensinamentos de seu pai, ele embarcou em uma política de convivência semi-pacífica com seus rivais do sul da XI Dinastia, buscando aumentar a prosperidade do reino centrado em Heracleópolis, em vez de travar uma guerra aberta contra Tebas. Sua política não foi recompensada, e logo após sua morte seu reino foi conquistado por Mentuotepe II, inaugurando o Império Médio. A existência de sua pirâmide foi historicamente comprovada, embora ainda não tenha sido descoberta.

## Reinado
Mericaré governou no final da X Dinastia já em sua meia-idade, logo após o longo reinado de seu pai. A identidade de seu predecessor (assim chamado "Queti III", supostamente o autor de "Ensinamentos do Rei Mericaré") ainda é algo debatido entre egiptólogos, sendo o nome de Uacaré Queti o mais sugerido. Tais ensinamentos, possivelmente compostos durante o reinado de Mericaré e depois atribuído e seu pai, são uma coletânea de conselhos para a boa governança. O texto também menciona as fronteiras orientais, recentemente conquistadas, mas ainda precisando da atenção do rei.
No texto, o pai sem nome de Mericaré menciona ter saqueado Tinis, mas ele aconselha Mericaré a lidar de forma mais branda com os reinos problemáticos do Alto Egito.
Coroado em 2075 AEC, Mericaré aceitou a existência de dois reinos separados (um com a capital em Heracleópolis e o outro com a capital em Tebas) e tentou manter a política de convivência pacífica alcançada por seu pai.
Parece que o período de paz trouxe uma certa prosperidade ao reino de Mericaré. Algum tempo depois, o faraó foi forçado a subir o Nilo com sua corte em uma grande frota. Ao chegar a Assiute, o rei colocou um nomarca leal ao seu trono, Queti II, para suceder seu pai, Tefibi. Ele também restaurou o templo local de Uepuauete na região. Depois disso, o faraó avançou rio acima, até a cidade de Xaxotepe, provavelmente para suprimir uma revolta, ao mesmo tempo em que demonstrava força nas fronteiras turbulentas.

## Morte
Mericaré morreu em 2040 AEC, alguns meses antes da queda de Heracleópolis. No fim, a revolta em Tebas, liderada por Mentuotepe II, da XI Dinastia, foi suprimida por um sucessor desconhecido.

### Sepultamento

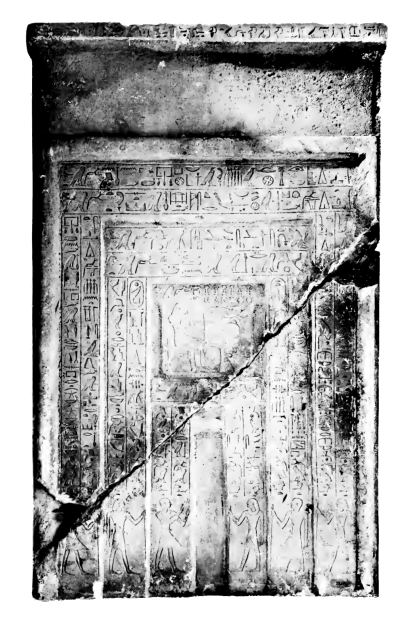
Estela de Anpuemate, atestando o culto funerário de Mericaré em Sacará, durante a XII Dinastia

Muitas fontes sugerem que Mericaré foi sepultado em uma pirâmide ainda não identificada em Sacará, chamada de Florescendo estão as Moradas de Mericaré, perto, possivelmente, da pirâmide de Teti, da VI dinastia. De fato, a cártula de Mericaré aparece nas estelas de, pelo menos, quatro sacerdotes responsáveis pelo culto funerário de Teti e Mericaré durante o Império Médio.

## Comprovações
Ainda que seu nome não apareça na lista de reis no Papiro de Turim, seu nome é atestado entre os governantes de Heracleópolis. Seu nome também aparece:
- nos Ensinamentos do Rei Mericaré;[4]
- uma paleta de escriba, feita de madeira, pertencente ao chanceler do tesouro Orcau Queti, encontrada em uma tumba perto de Assiute, junto a um braseiro dedicado a Meribré Queti, hoje exposto no Museu do Louvre.[4]
- inscrições na tumba do nomarca Queti II, em Assiute;[4]
- nove estelas que comprovam a existência de sua pirâmide e seu culto funerário em Saqqara.[8]